# Mineplex
Mineplex war ein US-amerikanisches Minecraft-Mehrspielernetzwerk, welches am 24. Januar 2013 von Gregory Bylos (auch bekannt als „Sterling_“) und „Spu_“ gegründet wurde. Miteigentümer war Caleb Applegate. Das Netzwerk gehörte neben den drei anderen Servern Lifeboat, CubeCraft und InPvP zu den ersten, die als offizielle Partnerserver von Mojang Studios, dem Entwickler von Minecraft, ausgewählt wurden.
In der Hochphase des Servers waren dort zu jeder Tageszeit ungefähr 10.000 Spieler gleichzeitig. Die Spielerzahlen von Mineplex sind über die Jahre kontinuierlich gesunken. Der Server wurde am 12. Mai 2023 geschlossen.
Das Hauptmerkmal des Servers waren seine Minispiele und speziell angepasste und stark modifizierte Multiplayer-Karten mit unterschiedlichen Herausforderungen. Um den Server und seine Entwicklung zu finanzieren, verkaufte Mineplex Kosmetik und spezielle Fähigkeiten im Spiel an Spieler.

## Geschichte
Am 24. Januar 2013 gegründet, gehörte Mineplex zu den ältesten Minecraft-Servern weltweit. Ab Mitte 2016 hatte Mineplex monatlich Millionen einzigartige Logins von Spielern und ungefähr 10.000 gleichzeitige Spieler zu jeder Tageszeit. 2016 schlossen sich die Dallas Mavericks mit Mineplex zusammen, um Dallas Mavericks World, ein Minispiel für den Server, zu erstellen. Laut einer Pressemitteilung der Mannschaft konnten die Spieler an Bauwettbewerben teilnehmen und Basketball in einem originalgetreuen Nachbau des American Airlines Centers in Form eines Minispiels spielen. Das Minispiel wurde im Sommer 2016 auf dem Server veröffentlicht. Im Guinness World Records Gamer's Edition 2016 wurde Mineplex als beliebtestes Minecraft-Mehrspielernetzwerk ausgezeichnet, da es am 28. Januar 2015 mit 34.434 Spielern einen Rekord mit den meisten gleichzeitig angemeldeten Spielern brach. Dieser Rekord wurde noch im selben Jahr von Hypixel gebrochen. Die Popularität von Mineplex ist seit 2016 kontinuierlich gesunken und betrug in den letzten Monaten vor Serverschließung durchschnittlich nur noch etwa 3.000 gleichzeitige Spieler.
Mineplex wurde am 12. Mai 2023 geschlossen, dies teilten Administratoren auf dem Mineplex-Discord-Kanal mit.
Am 26. Mai teilte der ehemalige Mineplex-Administrator Sam Dawahare auf X (damals Twitter) mit, dass er 100 % des Serverbetreibers Mineplex LLC. erworben habe. Am darauffolgenden Tag erschien auf dem offiziellen X-Account von Mineplex ein Beitrag, der beinhaltete, dass man zurück sei und im Laufe der Woche weitere Neuigkeiten des neuen Server-Teams herausgeben werde. Am 30. Mai 2023 wurde auf dem offiziellen Mineplex-YouTube-Kanal ein Video hochgeladen, in dem Sam Dawahare mitteilte, dass der Server zurückkehren werde.

## Auszeichnungen
Der Minecraft-Server von Mineplex hat einen Weltrekord im Guinness-Buch der Rekorde gewonnen.
| Jahr | Auszeichnung           | Kategorie                                                            | Nominierter       | Ergebnis | Einzelnachweis |
| ---- | ---------------------- | -------------------------------------------------------------------- | ----------------- | -------- | -------------- |
| 2015 | Guinness World Records | Beliebtestes Minecraft Server-Netzwerk: 34.434 gleichzeitige Spieler | Mineplex Netzwerk | Gewonnen | [ 12 ]         |